# 阿氏伊比利亞軟口魚
阿氏伊比利亞軟口魚（学名：Iberochondrostoma almacai）为輻鰭魚綱鯉形目雅羅魚科伊比利亞軟口魚屬的其中一種，被IUCN列為極危保育類動物，分布於歐洲葡萄牙南部Mira、Arade和Bensafrim河流域，本魚體呈紡錘狀，體被圓鱗、側線明顯，呈圓弧狀，腹部銀白色，背部深色，尾鰭叉形，上下葉圓鈍，背鰭硬棘3枚、背鰭軟條7-8枚、臀鰭硬棘3枚、臀鰭軟條7-8枚，體長可達14.8公分，棲息在溪流底中層水域，繁殖期在1月至4月之間，雌魚會在水流湍急的淺灘產卵。